# Plus fort que le diable
Pour plus de détails, voir Fiche technique et Distribution.
Plus fort que le diable (Beat the Devil) est un film américano-britannique réalisé par John Huston, sorti en 1953. En Belgique, le film est sorti sous le titre Mort au diable.

## Synopsis
Quatre escrocs européens (Peterson, « O'Horror », le Major Ross et Ravello) projettent de s'approprier un gisement d'uranium en Afrique. Ils sont associés à un aventurier américain ruiné, Billy Dannreuther, accompagné de sa femme. Dans un port italien où ils attendent leur bateau, ils font connaissance des Chelm, un couple de Britanniques qui se prétendent héritiers d'une plantation de café.
Les intrigues amoureuses et les coups bas vont fleurir, avec le pied de nez final cher à Huston.

## Fiche technique
- Titre : Plus fort que le diable
- Titre original : Beat the Devil
- titre belge : Mort au diable
- Réalisation : John Huston
- Scénario : John Huston et Truman Capote d'après le roman Beat the Devil de James Helvick (pseudonyme de l'écrivain Claud Cockburn)
- Production : John Huston, Jack Clayton (producteur associé), Humphrey Bogart (non crédité), Angelo Rizzoli (non crédité) et John Woolf (non crédité)
- Société de production : Rizzoli-Haggiag, Romulus Films et Santana Pictures Corporation
- Société de distribution : United Artists
- Musique : Franco Mannino
- Photographie : Oswald Morris
- Montage : Ralph Kemplen
- Direction artistique : Wilfred Shingleton
- Pays de production :  États-Unis,  Royaume-Uni
- Genre : comédie
- Format : noir et blanc — 35 mm — 1,37:1 — son : mono (Western Electric Recording)
- Durée : 89 minutes
- Dates de sortie :
  - Royaume-Uni : 24 novembre 1953 (Londres)
  - États-Unis : 12 mars 1954 (New York)
  - France : 13 août 1954
- Affiche : Constantin Belinsky (France)

## Distribution
- Humphrey Bogart (VF : Maurice Lagrenée) : Billy Dannreuther
- Jennifer Jones : Madame Gwendolen Chelm
- Gina Lollobrigida : Maria Dannreuther
- Robert Morley : Peterson
- Peter Lorre : Julius O'Hara
- Edward Underdown : Harry Chelm
- Ivor Barnard : le Major Jack Ross
- Marco Tulli : Ravello
- Bernard Lee : Jack Clayton (l'inspecteur de Scotland Yard)
- Mario Perrone : Purser
- Giulio Donnini : l'administrateur
- Saro Urzì : le capitaine
- Aldo Silvani : Charles
- Juan de Landa : le conducteur